# مایک هیل (تدوین‌گر)
مایک هیل (انگلیسی: Mike Hill؛ زادهٔ ۱۹۵۲ (۷۲–۷۳ سال)) تدوین‌گر اهل ایالات متحده آمریکا است.

## فیلم‌شناسی
- پیله (۱۹۸۵)
- پدر و مادری (۱۹۸۹)
- دور و دورتر (۱۹۹۲)
- آپولو ۱۳ (۱۹۹۵)
- خون‌بها (۱۹۹۶)
- چگونه گرینچ کریسمس را دزدید (۲۰۰۰)
- ذهن زیبا (۲۰۰۱)
- گمشده (۲۰۰۳)
- جیم جی برادوک (۲۰۰۵)
- رمز داوینچی (۲۰۰۶)
- فراست/نیکسون (۲۰۰۸)
- فرشتگان و شیاطین (۲۰۰۹)
- معضل (۲۰۱۱)
- شتاب (۲۰۱۳)